# 普拉德 (密蘇里州)
普拉德（英語：Plad）是位於美國密蘇里州達拉斯縣的非建制地區。

## 歷史
普拉德的郵局於1891年設立，其後於1960年停運。

## 地理
普拉德所處的海拔為高於海平面360米（即1181英呎），而該地所採用的時區為UTC-6，即北美中部時區（CST）。同時該地設有夏令時間，為UTC-6調快一小時，即UTC-5（CDT）。